# Слободанида
„Слободанида“ је српски научнофантастични роман чија се радња одвија у Србији 2006. године, али у алтернативној димензији и историји. Аутор је београдски писац Бобан Кнежевић. Роман је објављен као 66. књига у едицији „Знак Сагите“ 2014. године.

## Радња
Премиса књиге је да једна страна сила у Београду, на Великом ратном острву, отвара забавни центар у коме угледни људи привремено уграђују своју свест у аватаре, вештачка бића надљудских особина.
У роману се описује Србија 2006. године, али у другој димензији, са различитом, алтернативном историјом у односу на нашу. Познате личности српске политике, културе и естраде у паралелном временском току имају другачије друштвене и животне улоге.

## Пријем код критике
Критичар и историчар југословенске фантастике Миодраг Миловановић, као рецензент, наводи „У епски густом ткању Последњег Србина Бобан Кнежевић је по паралелним световима трагао за коренима проблема у које смо ми као народ упали. За разлику од тога, питко, водвиљски заводљиво ткиво новог романа, Слободанида, спремно вам се нуди да са њега љуштите диковске слојеве стварности.“
По речима доктора књижевних наука Младена Јаковљевића „Уз референце на локалну фолклорну традицију, политичке, историјске и разне друге околности, опет што имплицитне што експлицитне, читање заиста постаје забавно дешифровање распарчане алтернативне стварности у којој места, ликови и њихови поступци уопште не морају да имају везе са стварнима.“
Мултимедијални уметник Лазар Бодрожа оценио да је нова Кнежевићева књига „диван питак роман који доказује да су теорије завере у самом срцу нашег националног бића.“